# Shaguby
Shaguby är en ort i Etiopien.   Den ligger i regionen Tigray, i den norra delen av landet, 500 km norr om huvudstaden Addis Abeba. Shaguby ligger 989 meter över havet och antalet invånare är 500.
Terrängen runt Shaguby är varierad. Runt Shaguby är det ganska glesbefolkat, med 31 invånare per kvadratkilometer. Det finns inga andra samhällen i närheten. Omgivningarna runt Shaguby är i huvudsak ett öppet busklandskap.